# Делано-Пик
Делано-Пик (англ. Delano Peak) — горная вершина в Северной Америке. Высота горы 3711 м. над уровнем моря. Вершина не скалистая. Является самой высокой точкой в горах Тушар на юге центральной части штата Юта. Хребет Тушар является третьим по размеру в штате, после Юинта и Ла-Саль, хотя сам Делано уступает по высоте многим другим вершинам штата Юта. Расположенная в «Национальном лесу Фишлейк», вершина является самой высокой точкой в округах Бивер и Пайют.

## Название
Назван в честь Коламбуса Делано, министра внутренних дел в администрации президента Гранта.

## Туризм
Лето и осень самое лучшее время для подъёма на гору, взбираться можно с любой стороны. На горе встречаются стада горных козлов, лосей, оленей. Путь несложен для восхождения и может занять около трёх часов. С вершины открывается потрясающий вид.